# 建一镇
建一镇，是中华人民共和国辽宁省营口市大石桥市下辖的一个乡镇级行政单位。

## 行政区划
建一镇下辖以下地区：
建一村、板长峪村、松树村、后松村、官屯村、秘子村、厢房村、玉隆村、铜匠峪村、松坨村和路公村。